# 834 Burnhamia
834 Burnhamia è un asteroide della fascia principale del diametro medio di circa 66,65 km. Scoperto nel 1916, presenta un'orbita caratterizzata da un semiasse maggiore pari a 3,1716463 UA e da un'eccentricità di 0,2106851, inclinata di 3,95632° rispetto all'eclittica.
Il suo nome è in onore dell'astronomo statunitense Sherburne Wesley Burnham.